# Kjartans þáttr Ólafssonar
Kjartans þáttr Ólafssonar es una historia corta islandesa (þáttr) que trata sobre la figura de Kjartan Ólafsson, uno de los personajes de la saga de Laxdœla. La obra se conserva en el manuscrito Flateyjarbók.